# 氣旋伊爾薩 (2023年)
強烈熱帶氣旋伊爾薩（英語：Severe Tropical Cyclone Ilsa）是在2023年4月吹襲西澳州沿岸的一個熱帶氣旋。為2022—2023年澳洲地區熱帶氣旋季第六個獲命名的風暴和第五個強烈熱帶氣旋。
伊爾薩源自4月初於印尼沿海生成的一個熱帶低氣壓，在4月12日開始迅速增強，最後以薩菲爾-辛普森颶風風力等級中5級颶風的強度逼近西澳洲沿海，對該區構成重大威脅。貝都島在受伊爾薩吹襲期間錄得十分鐘持續風速達每小時219公里，打破2007年氣旋喬治所創下的紀錄。

## 氣象歷史
印尼沿海在4月6日生成一個熱帶低氣壓。此低壓被澳洲氣象局給予編號為23U，最初緩慢向西南移動。美國聯合颱風警報中心在7日對其發布熱帶氣旋形成警報，並指出系統擁有良好的極向流出，加上所在環境優良，海面溫度為攝氏29至30度，垂直風切變較弱，有利增強。聯合颱風警報中心在8日將該系統升格為熱帶風暴，給予編號18S。至11日晚上，澳洲氣象局將其升格為一級熱帶氣旋，並命名為「伊爾薩」。

## 防災措施和影響

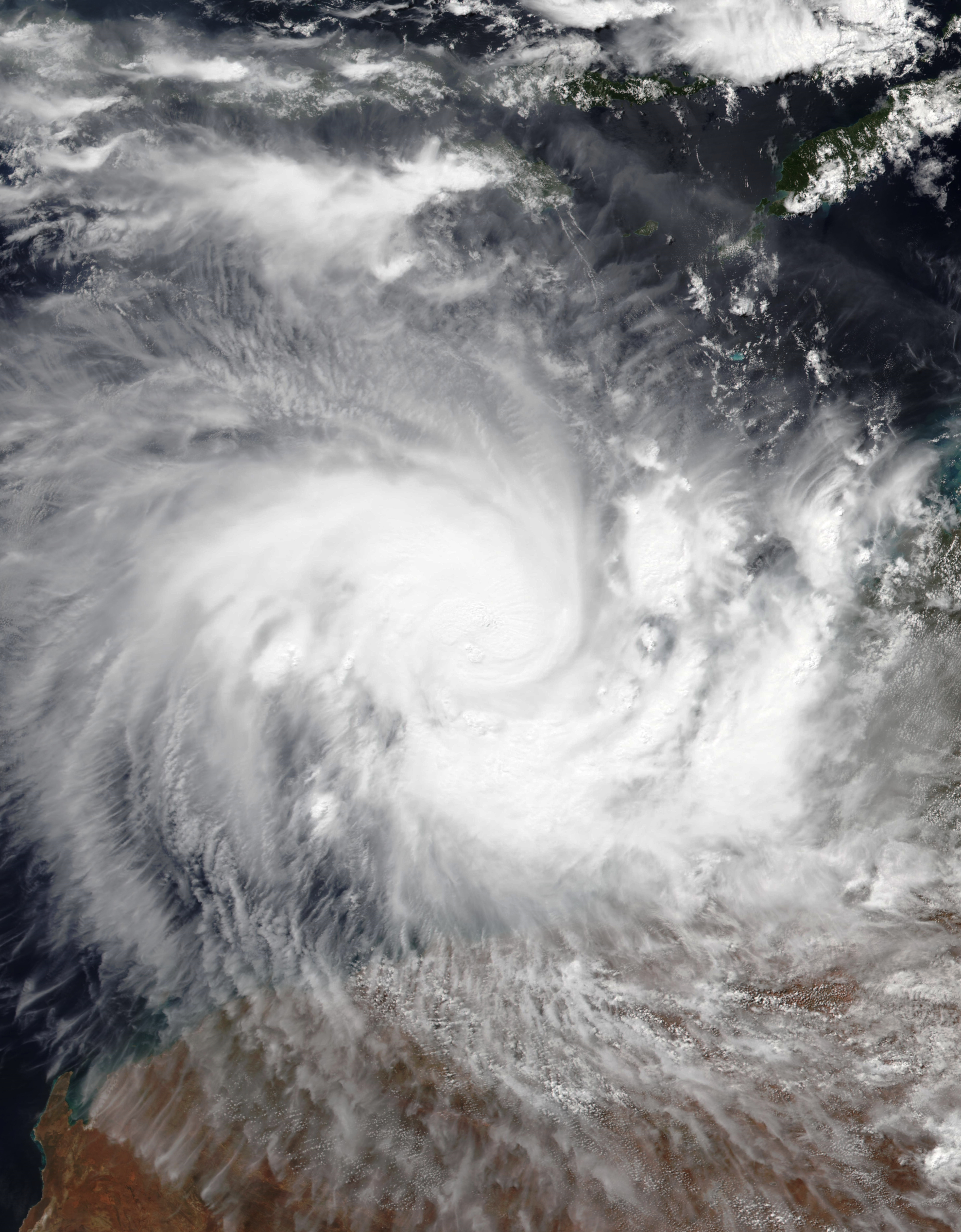
4月12日，氣旋伊爾薩在西澳洲沿海附近增強。

## 除名
因風暴所帶來的破壞及人命傷亡，澳洲氣象局已將「伊爾薩」除名，以「伊薩貝拉」（Isabella）取代。

## 外部連結
- （英文）澳大利亞氣象局（页面存档备份，存于）
- （英文）聯合颱風警報中心首頁 （页面存档备份，存于）
- （英文）巴布亞紐幾內亞國際氣象服務（页面存档备份，存于）